# Saison 2017-2018 de l'Union Bordeaux Bègles
Cette page présente la saison 2017-2018 de l'Union Bordeaux Bègles en Top 14 et en Challenge européen.

## Entraîneurs

### Jusqu'au 31 décembre 2017
- Jacques Brunel : Manager général
- Jeremy Davidson : Entraîneur des avants
- Rory Teague : Entraîneur lignes arrières
- Joe Worsley : Entraîneur défense
- Heini Adams : Entraîneur skills
- Ludovic Loustau : Préparateur physique

### À partir du 4 janvier 2018
- Rory Teague : Manager général
- Jeremy Davidson : Entraîneur des avants
- Joe Worsley : Entraîneur défense
- Heini Adams : Entraîneur skills
- Ludovic Loustau : Préparateur physique

## Effectif 2017-2018
| Nom                  | Poste            | Naissance          | Nationalité sportive | Sélections (points marqués) | Dernier club              | Arrivée au club (année) |
| -------------------- | ---------------- | ------------------ | -------------------- | --------------------------- | ------------------------- | ----------------------- |
| Marc Clerc           | Pilier           | 9 juin 1987        | France               | -                           | US Oyonnax                | 2016                    |
| Vadim Cobilas        | Pilier           | 30 juillet 1983    | Moldavie             | -                           | Sale Sharks               | 2016                    |
| Jefferson Poirot     | Pilier           | 1er novembre 1992  | France               | -                           | CA Brive                  | 2012                    |
| Jean-Baptiste Poux   | Pilier           | 26 septembre 1979  | France               |                             | Stade toulousain          | 2013                    |
| Sébastien Taofifenua | Pilier           | 21 mars 1992       | France               | -                           | USA Perpignan             | 2014                    |
| Peni Ravai Kovekalou | Pilier           | 16 juin 1990       | Fidji                |                             | Stade aurillacois         | 2017                    |
| Thierry Païva        | Pilier           | 19 novembre 1995   | France               |                             | US Carcassonne            | 2017                    |
| Ole Avei             | Talonneur        | 13 juin 1983       | Samoa                |                             | Chiefs                    | 2010                    |
| Clément Maynadier    | Talonneur        | 11 octobre 1988    | France               | -                           | SC Albi                   | 2013                    |
| Adrien Pélissié      | Talonneur        | 7 août 1990        | France               |                             | Stade aurillacois         | 2017                    |
| Florian Dufour       | Talonneur        | 29 octobre 1997    | France               |                             | SU Agen                   | 2017                    |
| Maxime Lamothe       | Talonneur        | 3 octobre 1998     | France               |                             | Formé au club             | 2017                    |
| Lasha Tabidze        | Talonneur        | 4 juillet 1997     | Géorgie              |                             | Formé au club             | 2017                    |
| Jandré Marais        | Deuxième ligne   | 14 juin 1989       | Afrique du Sud       | -                           | Sharks                    | 2013                    |
| Luke Jones           | Deuxième ligne   | 2 avril 1991       | Australie            |                             | Melbourne Rebels          | 2016                    |
| Johan Aliouat        | Deuxième ligne   | 22 janvier 1993    | France               | -                           | US Carcassonne            | 2016                    |
| Cyril Cazeaux        | Deuxième ligne   | 10 février 1995    | France               | -                           | US Dax                    | 2015                    |
| Pierre Gayraud       | Deuxième ligne   | 27 mars 1992       | France               |                             | Aviron bayonnais          | 2017                    |
| Hugh Chalmers        | Troisième ligne  | 28 novembre 1984   | Nouvelle-Zélande     | -                           | AC Bobigny                | 2008                    |
| Marco Tauleigne      | Troisième ligne  | 30 août 1993       | France               |                             | CS Bourgoin-Jallieu       | 2013                    |
| Luke Braid           | Troisième ligne  | 5 octobre 1988     | Nouvelle-Zélande     | -                           | Blues                     | 2015                    |
| Loann Goujon         | Troisième ligne  | 23 avril 1989      | France               |                             | Stade rochelais           | 2015                    |
| Adrien Vigne         | Troisième ligne  | 14 octobre 1998    | France               |                             | AS Béziers                | 2017                    |
| Alexandre Roumat     | Troisième ligne  | 27 juin 1997       | France               |                             | Biarritz olympique        | 2017                    |
| Cameron Woki         | Troisième ligne  | 7 novembre 1998    | France               |                             | RC Massy                  | 2017                    |
| Leroy Houston        | Troisième ligne  | 10 novembre 1986   | Australie            |                             | Queensland Reds           | 2017                    |
| Mahamadou Diaby      | Troisième ligne  | 15 août 1990       | France               |                             | FC Grenoble               | 2017                    |
| Kitione Kamikamica   | Troisième ligne  | 27 avril 1996      | Fidji                |                             | Formé au club             | 2017                    |
| Yann Lesgourgues     | Demi de mêlée    | 17 janvier 1991    | France               | -                           | Biarritz Olympique        | 2014                    |
| Baptiste Serin       | Demi de mêlée    | 20 juin 1994       | France               |                             | Formé au Club             | 2012                    |
| Gauthier Doubrère    | Demi de mêlée    | 24 décembre 1995   | France               |                             | Formé au Club             | 2017                    |
| Jules Gimbert        | Demi de mêlée    | 2 mars 1998        | France               |                             | Formé au Club             | 2017                    |
| Simon Hickey         | Demi d'ouverture | 12 janvier 1994    | Nouvelle-Zélande     | -                           | Blues                     | 2015                    |
| Jean-Pascal Barraque | Demi d'ouverture | 24 avril 1991      | France               | à 7                         | France à 7                | 2017                    |
| Tian Schoeman (en)   | Demi d'ouverture | 23 septembre 1991  | Afrique du Sud       |                             | Bulls                     | 2017                    |
| Matthieu Jalibert    | Demi d'ouverture | 6 novembre 1998    | France               |                             | Formé au Club             | 2017                    |
| Julien Rey           | Centre           | 1er septembre 1986 | France               |                             | US Colomiers              | 2011                    |
| Romain Lonca         | Centre           | 26 novembre 1991   | France               | -                           | Stade Hendayais           | 2013                    |
| Jean-Baptiste Dubié  | Centre           | 16 juillet 1989    | France               | -                           | Stade montois             | 2015                    |
| Jayden Spence        | Centre           | 14 août 1991       | Nouvelle-Zélande     | -                           | Otago                     | 2016                    |
| Apisai Naqalevu      | Centre           | 21 août 1989       | Fidji                | à 7                         | US Dax                    | 2017                    |
| Fa'asiu Fuatai       | Centre           | 1er août 1993      | Nouvelle-Zélande     |                             | Otago                     | 2017                    |
| Nathan Decron        | Centre           | 17 février 1998    | France               |                             | SU Agen                   | 2017                    |
| Paulin Riva          | Centre           | 20 avril 1994      | France               |                             | Soyaux Angoulême XV       | 2017                    |
| Blair Connor         | Ailier           | 29 septembre 1988  | Australie            |                             | Reds                      | 2010                    |
| Metuisela Talebula   | Ailier           | 20 mai 1991        | Fidji                |                             | Fidji Seven (rugby à VII) | 2012                    |
| Nans Ducuing         | Ailier           | 6 novembre 1991    | France               | -                           | USA Perpignan             | 2015                    |
| Geoffrey Cros        | Arrière          | 8 mars 1997        | France               | -                           | Tarbes PR                 | 2016                    |
| Darly Domvo          | Arrière          | 3 avril 1992       | France               | -                           | Formé au Club             | 2011                    |

## Calendrier et résultats

### Matchs amicaux
- Biarritz Olympique - Union Bordeaux Bègles :  21-40
- Stade rochelais - Union Bordeaux Bègles :  19-17

### Top 14
| - Union Bordeaux Bègles - ASM Clermont : 32-25 - Castres Olympique - Union Bordeaux Bègles : 33-19 - Union Bordeaux Bègles - Stade français : 30-10 - Lyon OU - Union Bordeaux Bègles : 49-14 - Union Bordeaux Bègles - Montpellier HR : 47-17 - US Oyonnax - Union Bordeaux Bègles : 9-39 - nion Bordeaux Bègles - RC Toulon : 30-27 - Racing 92 - Union Bordeaux Bègles : 29-13 - Stade toulousain - Union Bordeaux Bègles : 38-37 - Union Bordeaux Bègles - SU Agen : 33-23 - Union Bordeaux Bègles - CA Brive : 27-27 - Section paloise - Union Bordeaux Bègles : 27-17 - Union Bordeaux Bègles - Stade rochelais : 29-19 | - ASM Clermont - Union Bordeaux Bègles : 33-3 - Union Bordeaux Bègles - Castres Olympique : 6-7 - Stade français - Union Bordeaux Bègles : 22-12 - Union Bordeaux Bègles - Lyon OU : 19-10 - Montpellier HR -Union Bordeaux Bègles : 11-10 - Union Bordeaux Bègles - US Oyonnax : 20-26 - RC Toulon - Union Bordeaux Bègles : 36-12 - Union Bordeaux Bègles - Racing 92 : 15-39 - Union Bordeaux Bègles - Stade toulousain : 19-25 - SU Agen - Union Bordeaux Bègles : 10-15 - CA Brive - Union Bordeaux Bègles : 22-20 - Union Bordeaux Bègles - Section paloise : 19-18 - Stade rochelais - Union Bordeaux Bègles : 31-20 |

| Rang | Club                  | J  | V  | N | D  | Bo | Bd | Pm  | Pe  | Diff | Pts |
| ---- | --------------------- | -- | -- | - | -- | -- | -- | --- | --- | ---- | --- |
| 1    | Montpellier HR        | 26 | 17 | 0 | 9  | 12 | 1  | 752 | 559 | +193 | 81  |
| 2    | Racing 92             | 26 | 18 | 0 | 8  | 5  | 3  | 622 | 478 | +144 | 80  |
| 3    | Stade toulousain      | 26 | 16 | 1 | 9  | 4  | 4  | 719 | 595 | +124 | 74  |
| 4    | RC Toulon             | 26 | 14 | 0 | 12 | 9  | 8  | 766 | 507 | +259 | 73  |
| 5    | Lyon OU               | 26 | 15 | 0 | 11 | 7  | 3  | 689 | 541 | +148 | 70  |
| 6    | Castres olympique     | 26 | 15 | 0 | 11 | 4  | 5  | 638 | 624 | +14  | 69  |
| 7    | Stade rochelais       | 26 | 14 | 1 | 11 | 6  | 3  | 686 | 531 | +155 | 67  |
| 8    | Section paloise       | 26 | 15 | 0 | 11 | 2  | 4  | 590 | 584 | +6   | 66  |
| 9    | ASM Clermont (T)      | 26 | 11 | 1 | 14 | 4  | 4  | 629 | 687 | -58  | 54  |
| 10   | Union Bordeaux Bègles | 26 | 10 | 1 | 15 | 2  | 4  | 557 | 623 | -66  | 48  |
| 11   | SU Agen (P)           | 26 | 10 | 0 | 16 | 2  | 4  | 537 | 757 | -220 | 46  |
| 12   | Stade français Paris  | 26 | 9  | 0 | 17 | 2  | 4  | 540 | 740 | -200 | 42  |
| 13   | Oyonnax Rugby (P)     | 26 | 7  | 3 | 16 | 1  | 4  | 566 | 824 | -258 | 39  |
| 14   | CA Brive              | 26 | 7  | 1 | 18 | 1  | 5  | 485 | 726 | -241 | 36  |

### Challenge européen
Dans le Challenge européen, l'Union Bordeaux Bègles fait partie de la poule 1 et est opposée aux Anglais des Newcastle Falcons, des Gallois du Newport Dragons , et aux Russes du Enisey-STM.
| - Enisey-STM - Union Bordeaux Bègles : 17-57 - Union Bordeaux Bègles - Newcastle Falcons : 20-21 - Newcastle Falcons - Union Bordeaux Bègles : 52-14 | - Union Bordeaux Bègles - Enisey-STM : 36-27 - Union Bordeaux Bègles - Newport Dragons : 36-28 - Newport Dragons - Union Bordeaux Bègles : 33-17 |

Avec 3 victoires et 3 défaite, l'Union Bordeaux Bègles termine 3e de la poule 1 et n'est qualifié pour les quarts de finale.
| Rang | Équipe                | J | V | N | D | Em | Ee | Bo | Bd | Pm  | Pe  | Diff | Pts |
| ---- | --------------------- | - | - | - | - | -- | -- | -- | -- | --- | --- | ---- | --- |
| 1    | Newcastle Falcons     | 6 | 6 | 0 | 0 | 33 | 15 | 4  | 0  | 229 | 122 | +107 | 28  |
| 2    | Newport Gwent Dragons | 6 | 3 | 0 | 3 | 16 | 15 | 2  | 2  | 156 | 133 | +23  | 16  |
| 3    | Union Bordeaux Bègles | 6 | 3 | 0 | 3 | 24 | 19 | 3  | 1  | 190 | 178 | +12  | 16  |
| 4    | Enisey-STM            | 6 | 0 | 0 | 6 | 12 | 36 | 0  | 1  | 91  | 233 | -142 | 1   |

## Statistiques

### Championnat de France
Meilleurs réalisateurs
| Rang | Joueur              | Poste            | Points | Essais | Transf. | Pén. | Drops |
| ---- | ------------------- | ---------------- | ------ | ------ | ------- | ---- | ----- |
| 1    | Matthieu Jalibert   | Demi d'ouverture | 113    | 2      | 11      | 27   | 0     |
| 2    | Baptiste Serin      | Demi de mêlée    | 55     | 1      | 7       | 12   | 0     |
| 3    | Jean-Baptiste Dubié | Centre           | 20     | 4      | 0       | 0    | 0     |

Meilleurs marqueurs
| Rang | Joueur               | Poste            | Essais |
| ---- | -------------------- | ---------------- | ------ |
| 1    | Jean-Baptiste Dubié  | Centre           | 4      |
| 1    | Peni Ravai Kovekalou | Pilier           | 4      |
| 3    | Blair Connor         | Ailier           | 3      |
| 3    | Yann Lesgourgues     | Demi de mêlée    | 3      |
| 5    | Nans Ducuing         | Ailier           | 2      |
| 5    | Matthieu Jalibert    | Demi d'ouverture | 2      |